# Barbula imshaugii
Barbula imshaugii là một loài rêu trong họ Pottiaceae. Loài này được Vitt mô tả khoa học đầu tiên năm 1971.